# Финнмаркен (пароход, 1956)
Финнмаркен (норв. Finnmarken) — пассажирский пароход, построенный в 1956 году гамбургской верфью Blohm + Voss по заказу норвежской судоходной компании Vesteraalens Dampskibsselskab (VDS).
В настоящее время судно является кораблем-музеем в Музее берегового экспресса (Хуртигрутена) в городе Стокмаркнесе, Норвегия.
С начала постройки и до 1993 года судно обслуживало линию Хуртигрутен (Hurtigruten) — от Бергена до Киркенеса, расположенного на Крайнем Севере.
Линия «Хуртигрутен» — историческая морская линия Норвегии, возникла в 19 веке, когда Ричард Виз — капитан парохода DS Vesteraalen компании Хуртигрутен, положил начало регулярным рейсам вдоль западного побережья Норвегии. Первый рейс из Тронхейма в Хаммерфест состоялся в 1893 году.
Имя судна «Финнмаркен» происходит от устаревшего названия самой северной губернии (фюльке) королевства Норвегия.